# Військово-медичний клінічний центр Східного регіону
Військово-медичний клінічний центр Східного регіону (ВМКЦ СхР, в/ч А4615) — військово-медичний заклад (шпиталь) у місті Дніпро, одна з провідних установ охорони здоров'я Медичних сил ЗС України. Є багатопрофільним клінічним, лікувально-діагностичним та науковим центром в якому лікуються військовослужбовці, ветерани Збройних Сил, та всі охочі цивільні пацієнти. 
Командування ВМКЦ Східного регіону координує і забезпечує діяльність військових госпіталів і медичних підрозділів стройових військових частин, які дислоковані на території найближчих областей.

## Історія
Історія Дніпровського військового шпиталю починається з 1915 року, коли було створено 164 взводно-евакуаційний госпіталь для обслуговування фронтових військ під час Першої світової війни.
У подальшому, під час Визвольних змагань в Україні, у вересні 1919 року госпіталь був передислокований з Петрограда до міста Новозибків на Чернігівщині, де госпіталь активно боровся із спалахом сипного тифу в складі 12-ї армії РСЧА. 28 лютого 1920 року госпіталь переміщений до Києва. Наступного 1921 року був сформований 385 військовий госпіталь на 500 ліжок (днем же заснування військового шпиталю у Дніпрі вважалося 21 січня 1922 р).
Під час Німецько-радянської війни, у листопаді 1941 року госпіталь був евакуйований у тил, але вже в січні 1944 року повернувся до звільненого Дніпропетровська. За час цієї війни тут пройшли лікування понад 76 тисяч поранених і хворих.
1 лютого 1992 року особовий склад 385 військового госпіталю склав присягу на вірність українському народу. В подальшому 1 лютого відзначається Днем частини.
У грудні 2019 року госпіталь отримав новий статус як медичний клінічний центр — багатопрофільний медичний заклад ІV рівня (ставши вже 6-м військово-медичним клінічним центром у структурі Медичних сил Збройних Сил України). З 2014 по кінець 2020 року було проліковано понад 24 тисячі тисяч поранених та хворих українських військовослужбовців. Від початку бойових дій у зоні АТО/ООС та згодом широкомасштабного вторгнення рф, центр забезпечує медичну підтримку та евакуацію поранених українських військових. З 2014 року майже усі лікарі цього центру були задіяні в зоні бойових дій.
До початку війни на сході України госпіталь був на 100 ліжко-місць, у подальшому кількість ліжко-місць була збільшена до 250, а згодом — до 400. До російського вторгнення в закладі працювало понад 300 військових та цивільних осіб. Сьогодні заклад передбачає 600 ліжок.

## Керівництво
Начальники Військово-медичного клінічного центру Східного регіону:
- полковник м/с Било Ярослав Михайлович